# ريكاردو سيرفي
ريكاردو سيرفي (بالإيطالية: Riccardo Cervi)‏ مواليد 19 يونيو 1991، هو لاعب كرة سلة إيطالي يلعب مع فريق بالاكانسترو ريجيانا في ليغا باسكيت الدرجة الأولى ويحمل الرقم 14. مثّل منتخب إيطاليا لكرة السلة.

## فرق لعب لها
- بالاكانسترو ريجيانا

## روابط خارجية
- ريكاردو سيرفي على موقع الاتحاد الدولي لكرة السلة (الإنجليزية)
- ريكاردو سيرفي على موقع الدوري الأوروبي لكرة السلة (الإنجليزية)
- ريكاردو سيرفي على موقع كرة السلة الأوروبية.كوم (الإنجليزية)
- ريكاردو سيرفي على موقع ريلجم (الإنجليزية)
- ريكاردو سيرفي على موقع بروبوليرز (الإنجليزية)
- ريكاردو سيرفي على موقع سبورتس رفرنس (الإنجليزية)